# Gwóźdź 1
Gwóźdź 1 (biał. Гвоздзь 1, Hwozdź 1; ros. Гвоздь 1, Gwozd´ 1) – wieś na Białorusi, w obwodzie brzeskim, w rejonie kamienieckim, w sielsowiecie Kamieniuki.
W latach 1921–1939 należała do gminy Białowieża.
Według Powszechnego Spisu Ludności z 1921 roku wieś zamieszkiwały 54 osoby, wszystkie były wyznania prawosławnego oraz  zadeklarowały polską przynależność narodową.